# Château Sainte-Marguerite (Sarzeau)
Pour l’article homonyme, voir Château Sainte-Marguerite.
Le château Sainte-Marguerite est un édifice situé à Sarzeau en France.

## Localisation
Le château est situé sur le territoire de la commune de Sarzeau, au lieu-dit Kerallier, dans le département du Morbihan en région Bretagne.

## Description
Le château actuel date du XIXe siècle, édifice à un  étage carré et étage de comble, comble à surcroît, lucarnes et corniche en calcaire,  Toiture à longs pans est couverte d'ardoises, croupes, noue, appentis, escalier dans-oeuvre tournant à retours sans jour en maçonnerie ; chapelle enduite à un vaisseau, toit à pignon découvert à l'est, à croupe à l'ouest ; colombier enduit, toit conique ; puits en moellon ; communs enduit, en rez-de-chaussée avec comble à surcroît, toit à pignon découvert, noue.

## Historique
Un premier manoir est détruit avant 1670, le château construit en 1670 (date portée sur l'élévation nord) , probablement pour la famille Jocet. Remaniement de l'élévation sud en 1764 (date portée disparue) , pour la famille de Sérent. Lucarnes nord cimentées fin du XIXe siècle. Chapelle Sainte-Marguerite date de la deuxième moitié du XVIIe siècle, clocher refait à la fin du  XIXe siècle. Puits et colombier  XVIIe siècle. Le colombier est détruit au début du XXe siècle. Communs datés 1872 et 1874. Distillerie fondée en 1886 par G. de Lamarzelle, propriétaire.
Il est inscrit à l'inventaire général du patrimoine culturel.